# Fonction zêta de Selberg
Pour chaque surface hyperbolique de volume fini, on peut définir une fonction zêta de Selberg. C'est une fonction méromorphe d'une variable complexe. Elle est définie par le biais des géodésiques fermées sur la surface.
Les zéros et les pôles de la fonction zêta de Selberg Z(s) admettent une description en fonction des données spectrales de la surface.
Les zéros sont aux points suivants :
1. Pour chaque forme parabolique pour la valeur propre s0(1 – s0), il y a un zéro au point s0. L'ordre du zéro est la dimension de l'espace propre correspondant (une forme parabolique est une fonction propre de l'opérateur de Laplace-Beltrami dont le développement de Fourier est sans terme constant) ;
2. La fonction zêta a aussi un zéro en chaque pôle du déterminant de la matrice de scattering, ϕ(s). L'ordre du zéro est égal à l'ordre du pôle correspondant.

La fonction zêta a aussi des pôles en 1/2 – ℕ, et peut avoir des zéros ou des pôles en les points de –ℕ.

## La fonction zêta de Selberg pour le groupe modulaire
Dans le cas où la surface est Γ\ℍ2, où Γ est le groupe modulaire, la fonction zêta de Selberg est particulièrement intéressante. Elle est en effet liée très fortement à la fonction zêta de Riemann.
Dans ce cas, le déterminant de la matrice scattering est donné par 
{\displaystyle \varphi (s)=\pi ^{1/2}{\frac {\Gamma (s-1/2)\zeta (2s-1)}{\Gamma (s)\zeta (2s)}}.}
On voit que si la fonction zêta de Riemann a un zéro en s0, alors le déterminant de la matrice scattering a un pôle en s0/2, donc la fonction zêta de Selberg a un zéro en s0/2.

## Note
- (en) Cet article est partiellement ou en totalité issu de l’article de Wikipédia en anglais intitulé « Selberg zeta function » (voir la liste des auteurs).